# Munaypata
Munaypata es un barrio ubicado al oeste de la ciudad de La Paz, Bolivia. Administrativamente corresponde al macrodistrito de Max Paredes.

## Toponimia
En nombre manaypata deriva de dos vocablos aimara, manya que significa amor o querer, y pata, que designa lugares. Se cree que se le dio esta denominación ya que en las inmediaciones acudían parejas durante el enamoramiento.

## Características
El barrio se desarrolla en terrenos de alta pendiente en la ciudad de La Paz, se encuentra en los límites con la ciudad de El Alto.

## Hitos urbanos
Algunos de los espacios urbanos más representativos del barrio son el Hospital Juan XXIII implementado por los misioneros bergamascos, la Escuela superior de formación de maestros Mariscal Andrés de Santa Cruz y Calahumana en La Paz, el colegio Escobar Uría,  el complejo deportivo y el mirador.

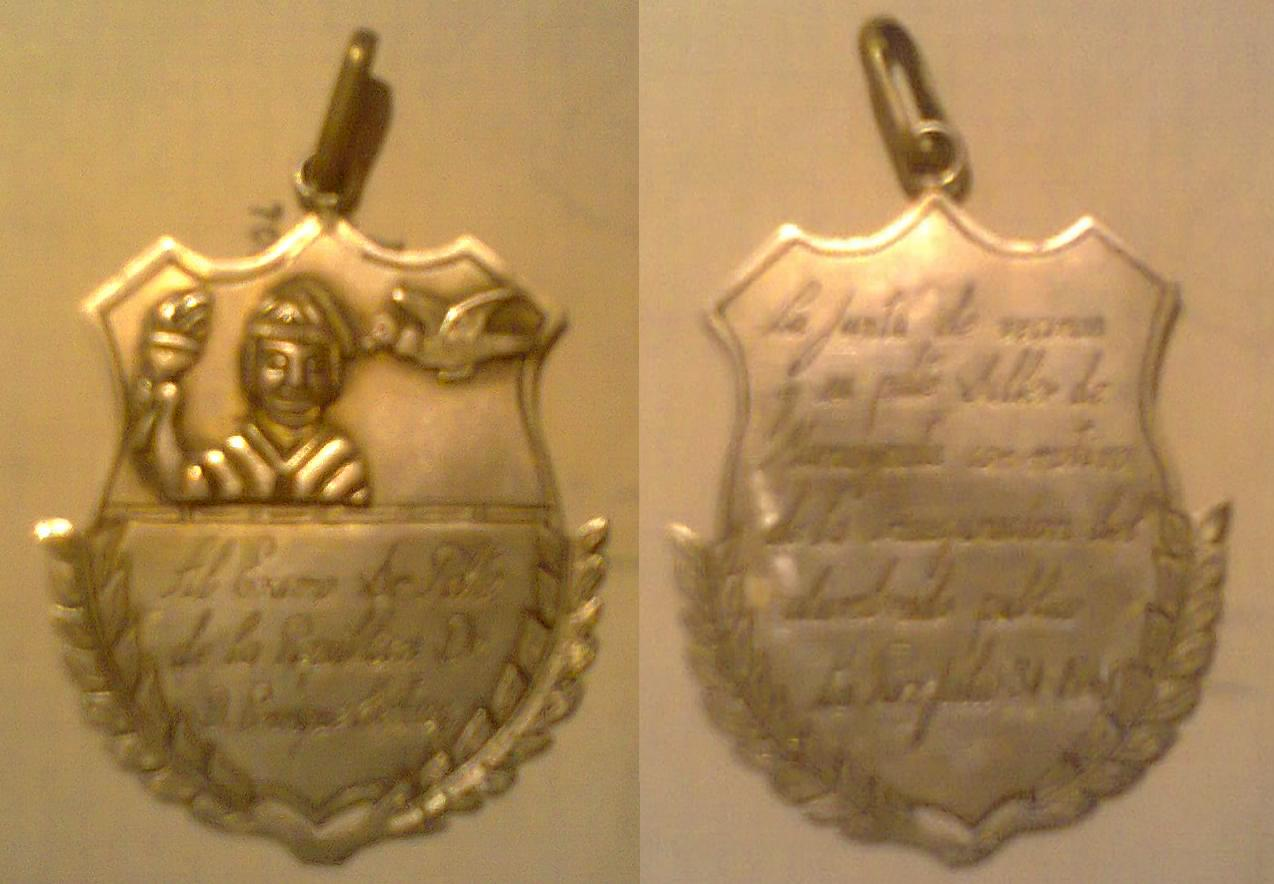
Medalla otorgada a Enrique Hertzog por la junta de vecinos de Munaypata en 1948.